# جف راسکین
جف راسکین (به انگلیسی: Jef Raskin) (تولد ۱۹۴۳ نیویورک - مرگ ۲۰۰۵ کالیفرنیا) یک کارشناس آمریکایی در زمینه تعامل انسان و رایانه است که بیشتر به علت آغاز پروژه مکینتاش برای شرکت اپل در اواخر سال ۱۹۷۰ میلادی شناخته می‌شود.